# ローズオニールキューピー
『ローズオニールキューピー』（英: ROSE O'NEILL KEWPIE）は、アメリカ合衆国のイラストレーター、ローズ・オニールが作り出したキャラクターであるキューピーシリーズを原作とする日本のテレビアニメである。なお、オニールが作り出したキューピーを総称してローズオニールキューピーとも呼ばれる。

## 概要
キューピーの誕生100周年を記念して、世界初のテレビアニメ化として2009年12月よりWOWOWにて無料放送された。放送時間は5分で全26話。その後もリピート放送されている。ローズ・オニールの原画がそのまま動き出したような、丁寧な絵作りをしている。

### 出演
- 広末涼子（ナレーション）
- 鈴木杏（ナレーション）
- 佐々木希（ナレーション）

### スタッフ
- 原作 - ローズオニール
- 監修 - 北川和夫
- 監督 - 荒川眞嗣
- キャラクターデザイン - 谷津美弥子
- シリーズ構成 - 山田隆司
- 美術監督 - 森尾麻紀
- 撮影監督 - 佐々木明美
- 撮影スタジオ - トムスフォト
- 音響監督 - 郷田ほづみ
- プロデューサー - 宮本秀晃
- 制作 - トムス・エンタテインメント
- 「ローズオニール キューピー」製作委員会 - 手代木智（スタークラブ）、加藤良太（トムス・エンタテインメント）、野村信慈（IP4）